# Lipiny (Wałkonowy Górne)
Lipiny – przysiółek wsi Wałkonowy Górne w Polsce, położony w województwie świętokrzyskim, w powiecie włoszczowskim, w gminie Secemin.
W latach 1975–1998 Lipiny położone były w województwie częstochowskim.